# Bibliothèque Schœlcher
Bibliothèque Schœlcher är ett folkbibliotek i Fort-de-France på Martinique som är uppkallat efter den franske politikern Victor Schœlcher. Byggnaden, som ritades av arkitekten Pierre-Henri Picq, utsågs till ett monument historique år 1992.
Biblioteket uppfördes på Schœlchers initiativ för att hysa de 10 000 böcker och dokument från hans privata samling som han donerade till Martinique år 1883. Många av dem förstördes dock i en eldsvåda 1890.
Byggnaden ritades i jugendstil 1887 och ställdes ut på världsutställningen 1889 i Paris innan den demonterades och fraktades med båt till Martinique. Den byggdes upp igen i centrum av Fort-de-France och 1893 kunde biblioteket öppnas för allmänheten.
I bibliotekets samlingar finns cirka 130 000 böcker, inklusive en stor västindisk samling samt verk och korrespondens om Schœlchers liv. Det finns också ett omfattande material om livet på plantagerna, och handeln med slaver från 1500-talet och framåt. Ömtåliga dokument har digitaliserats.